# Архиепархия Гориции
Архиепархия Гориции (лат. Archidioecesis Goritiensis, итал. Arcidiocesi di Gorizia) архиепархия-митрополия Римско-католической церкви, входящая в церковную область Тривенето. В настоящее время епархией управляет архиепископ-митрополит Дино Де Антони.
Клир епархии включает 141 священника (112 епархиального и 29 монашествующих священников), 12 диаконов, 35 монахов, 317 монахинь.
Адрес епархии: Via Arcivescovado 2, 34170 Gorizia, Italia.
Патронами архиепархии Гориции являются Святые Эрмагор и Фортунат.

## Территория
В юрисдикцию епархии входят 90 приходов в 11 коммуннах на востоке Фриули-Венеция-Джулия: часть из них до 1926 года входила в провинцию Гориция, ныне они в провинции Удине, 2 коммуны в провинции Триест, тоже до 1923 года были частью провинции Гориция.
Все приходы образуют 10 деканатов: Аквилея, Червиньяно-дель-Фриули, Кормонс, Дуино, Гориция, Градиска-д’Изонцо, Монфальконе, Ронки-дей-Леджонари, Сант'Aндреa ди Гориция и Виско, которые разделены на 5 пастырских зон.
Кафедра архиепископа-митрополита находится в городе Гориция в Соборе Святых Илария и Тациана.
В состав митрополии (церковной провинции) Гориция входят:
- Архиепархия Гориции;
  - Епархия Триеста.

## История
Епархия Гориции была создана 6 июля 1751 года буллой Iniuncta nobis Папы Бенедикта XIV, который уступил политическему давлению со стороны Габсбургов, императоров Австрийской империи, и упразднил Аквилейский патриархат. Территория бывшего патриархата была разделена на архиепархии Гориции (земли под правлением Австрийской империи) и Удине (земли под правлением Венецианской республики).
После того, как четыре года кафедра оставалась вакантной, епархия была упразднена буллой In universa gregis Dominici cura от 8 марта 1788 года, а её территория вошла в состав новой епархии Градиски, чья курия находилась в Гориции.
12 сентября 1791 года буллой Recti prudentisque consilii ratio Папы Пия VI кафедра епархии была перенесена из церкви Святых Петра и Павла в Градиске в церковь Святого Илария в Гориции, сама же епархия была переименована в епархию Гориции и Градиски.
Во времена инвеституры, архиереи епархии Гориции носили титул князей Священной Римской империи, а затем после отмены этого титула в 1806 году, они приняли титул князей Австрийского Дома.
С 1791 года по 19 августа 1807 года епархия была епископством-суффраганством архиепархии Любляны, с 1807 по 1830 год находилась в прямом подчинении Святому Престолу.
27 июля 1830 года буллой Insuper eminenti Apostolicae dignitatis Папа Пий VIII восстановил статус архиепархии и метрополии Гориции.
20 февраля 1932 года буллой Quo Christi fideles Папы Пия XI в состав архиепархии были включены деканаты Идрия и Випава, ранее принадлежавшие епархии Любляны, бывшей епископством-суффраганством архиепархии Гориции до конца Первой мировой войны.
По мирному договору от 10 февраля 1947 года большая часть архиепархии оказалась в составе Югославии. На этой территории был поставлен апостольский администратор (первым апостольским администратором стал священник Франк Мочник), а затем 17 октября 1977 года эта часть архиепархии вошла в состав епархии Копера (Каподистрии).
30 сентября 1986 года архиепархия приняла нынешнее название, и Градиска получила статус титулярной архиепископии.

## Ординарии епархии
- Карл Михаэль фон Аттемс (18.04.1752 — 18.02.1774);
- Рудольф Йозеф фон Эдлинг (18.02.1774 — 1784);
  - Sede vacante (1784—1787);
  - Кафедра упразднена (1787—1791);
- Франц Филипп Инцаги[итал.] (с 1788 епископ Градиски; с 12 сентября 1791 года по 3 декабря 1816 года епископ Гориции и Градиски);
- Йозеф Валланд (10.01.1819 — 11.05.1834);
- Франц Ксавье Лушин (09.01.1835 — 02.05.1854);
- Андреас Голлмайр[итал.] (23.03.1855 — 13.03.1883);
- Луиджи Маттиа Цом (09.08.1883 — 08.07.1897);
- Якоб Миссиа (24.03.1898 — 23.03.1902) - выбран кардиналом;
- Андреас Йорда́н (09.06.1902 — 04.10.1905);
- Франческо Борджа Седей[итал.] (20.01.1906 — 25.10.1931) — назначен титулярным архиепископом Эгины;
- Карло Марготти (25.07.1934 — 31.07.1951);
- Джачинто Джованни Амбрози (28.11.1951 — 19.03.1962) — капуцин, назначен титулярным архиепископом Анкьяло;
- Андреа Панграцио[итал.] (04.04.1962 — 02.02.1967) — назначен архиепископом с персональным титулом Порто и Санта Руфина;
- Пьетро Коколин (26.06.1967 — 11.01.1982);
- Антонио Витале Боммарко[итал.] (11.11.1982 — 02.06. 1999) — францисканец-конвентуал;
- Дино Де Антони[итал.] (c 2 июня 1999 года — по настоящее время).

## Статистика
На конец 2006 года из 182 200 человек, проживающих на территории епархии, католиками являлись 179 500 человек, что соответствует 98,5% от общего числа населения епархии.
| год  | население | население | население | священники | священники        | священники         | священники                           | постоянные диаконы | монахи  | монахи  | приходы |
| год  | католики  | всего     | %         | всего      | белое духовенство | черное духовенство | число католиков на одного священника | постоянные диаконы | мужчины | женщины | приходы |
| ---- | --------- | --------- | --------- | ---------- | ----------------- | ------------------ | ------------------------------------ | ------------------ | ------- | ------- | ------- |
| 1950 | 169.440   | 169.530   | 99,9      | 229        | 184               | 45                 | 739                                  |                    | 96      | 574     | 86      |
| 1970 | 174.000   | 175.000   | 99,4      | 237        | 173               | 64                 | 734                                  |                    | 87      | 663     | 102     |
| 1980 | 184.560   | 189.800   | 97,2      | 201        | 158               | 43                 | 918                                  | 1                  | 68      | 599     | 107     |
| 1990 | 182.000   | 183.700   | 99,1      | 172        | 138               | 34                 | 1.058                                |                    | 52      | 493     | 91      |
| 1999 | 180.600   | 181.900   | 99,3      | 158        | 121               | 37                 | 1.143                                | 8                  | 48      | 379     | 90      |
| 2000 | 179.300   | 180.400   | 99,4      | 161        | 123               | 38                 | 1.113                                | 8                  | 48      | 398     | 90      |
| 2001 | 180.000   | 182.500   | 98,6      | 157        | 120               | 37                 | 1.146                                | 8                  | 47      | 383     | 90      |
| 2002 | 180.000   | 181.600   | 99,1      | 151        | 114               | 37                 | 1.192                                | 9                  | 47      | 388     | 90      |
| 2003 | 180.000   | 181.700   | 99,1      | 141        | 111               | 30                 | 1.276                                | 10                 | 38      | 372     | 90      |
| 2004 | 180.000   | 182.600   | 98,6      | 141        | 109               | 32                 | 1.276                                |                    | 41      | 330     | 90      |
| 2006 | 179.500   | 182.200   | 98,5      | 141        | 112               | 29                 | 1.273                                | 12                 | 35      | 317     | 90      |